# Thomas Hardiman
Thomas Hardiman, né le 1965 à Winchester (Massachusetts), est un juriste et magistrat américain. Après avoir poursuivi une carrière d'avocat d'affaires, il exerce la fonction de juge fédéral de première instance pour le district ouest de l'État de Pennsylvanie de 2003 à 2007, puis est nommé à la cour d'appel pour le troisième circuit.

## Formation
Thomas Hardiman est de condition modeste ; il est d'ailleurs le premier membre de sa famille à obtenir un diplôme universitaire. Il est d'abord diplômé de l'Université Notre-Dame-du-Lac dans l'Indiana où il obtient un Bachelor of Arts, puis il poursuit à la faculté de droit de l'Université de Georgetown à Washington, d'où il ressort titulaire d'un diplôme de Juris Doctor (docteur en droit). Ces études, bien que brillantes, ne se font pas dans les prestigieuses universités de l'Ivy League, ce qui détonne par rapport au cursus universitaire habituel des juges aux plus hautes responsabilités,.

## Carrière
Hardiman travaille d'abord comme avocat d'affaires dans différents cabinets juridiques à Washington, D.C. et à Pittsburgh. En 2003, sur décision du président George W. Bush, il est nommé juge fédéral à la cour fédérale de première instance du district de Pennsylvanie de l'Ouest. Sa nomination est confirmée ensuite par le Sénat. En 2007, le même président Bush le promeut au poste de juge auprès de la cour d'appel pour le troisième circuit qui a autorité sur la Pennsylvanie, le Delaware et le New Jersey. Sa confirmation, cette fois, fait l'unanimité des votants au Sénat. Il siège alors aux côtés de Maryanne Trump Barry, également juge fédérale sur nomination du président Bill Clinton et sœur aînée de Donald Trump. Il est pressenti en 2017 au poste de juge à la Cour suprême, mais le président Donald Trump choisit finalement de désigner Neil Gorsuch à ce poste.

## Vie familiale
Thomas Hardiman et sa femme Lori ont trois enfants.